# I rintocchi di Novorossijsk
I rintocchi di Novorossijsk (noto anche come La fiamma della gloria eterna o Il fuoco della gloria eterna), Op. 111b, fu scritto da Dmitrij Dmitrievič Šostakovič nel 1960 per il Monumento ai caduti nella città di Novorossijsk.

## Storia
Il pezzo è costituito per lo più da materiale che Šostakovič aveva originariamente scritto nel 1943 come un pezzo di ammissione ad un concorso per comporre un nuovo inno nazionale per l'Unione Sovietica.
I rintocchi di Novorossijsk fu suonato ininterrottamente a Piazza degli Eroi a Novorossijsk dalla sua apertura il 27 settembre 1960. Le frasi di apertura della canzone sono state usate anche come musica introduttiva per il programma di notizie notturne di Radio Mosca CKACWH.

## Strumentazione
La partitura richiede:
- due flauti, un ottavino, due oboi, un corno inglese, tre clarinetti in si bemolle, due fagotti
- quattro corni in fa, tre trombe in si bemolle, due tromboni, un trombone basso, una tuba
- una sezione di percussioni con timpani, rullante, piatti, triangolo
- una celesta e archi.